# Вікторія (готель, Донецьк)
Готельний комплекс «Вікторія» — висотний готельний комплекс в Донецьку, територія якого межує зі стадіоном Донбас Арени. Збудований 2011 року.
Включає 23-поверховий та 11-поверховий корпуси, в яких знаходиться: чотиризірковий готель, ресторани, декілька кафе, парк та інше.

## Характеристики
Комплекс має потужну інфраструкутру: готель, тенісний і фітнес-клуб, аквазона, SPA-центр, комплекс лазень і саун, салон краси, ресторан, мережа барів і кафе, нічний клуб, ігрова зона (боулінг, більярд), організація бізнес заходів і бенкетів.
Власник готелю Народний депутат України Гуменюк Ігор Миколайович

## Використання поверхів

### Корпус №1
- 1—9 поверхи — готельні апартаменти
- 10—11 — технічні поверхи.

### Корпус №2
- 1 поверх — SPA-центр.
- 2—16 поверхи — готельні апартаменти («бізнес» — 90 номерів; «дублекс» — 15(30) номерів)
- 17—18 поверхи — готельні апартаменти («бізнес» — 4 номери; «люкс» — 6 номерів)
- 19—23 — технічні поверхи.